# Cyathea subsessilis
Cyathea subsessilis är en ormbunkeart som beskrevs av Edwin Bingham Copeland. Cyathea subsessilis ingår i släktet Cyathea och familjen Cyatheaceae. Inga underarter finns listade.